# الدوري البيروي لكرة القدم 1986
الدوري البيروفي لكرة القدم 1986 (بالإسبانية: Campeonato Descentralizado 1986)‏ هو الموسم 58 من الدوري البيروفي لكرة القدم. كان عدد الأندية المشاركة فيه 30، وفاز فيه Asociación Deportiva San Agustín ‏.